# I. Manuél bizánci császár
I. Manuél (Komnénosz, görögül: Μανουήλ Α' Κομνηνός,  romanizálva: Manouḗl, magyarosan: Mánuel; Konstantinápoly, Bizánci Birodalom, 1118. november 28. – Konstantinápoly, Bizánci Birodalom, 1180. szeptember 24.), bizánci császár 1143 áprilisától 1180 szeptemberében bekövetkezett haláláig. Uralkodása a Komnénosz-ház utolsó virágzását jelentette: a Bizánci Birodalom katonai és gazdasági ereje újjáéledt, és kulturális fénykorát is élte. II. Ióannész császár és Magyarországi Piroska legifjabb fia volt.

## Örökösödése
Manuél II. Ióannész és magyar feleségének negyedik fia volt. A trónt eredetileg Alexiosz nevű bátyja örökölte volna, aki társcsászári rangot is kapott, ám mind ő, mind Andronikosz nevű fivérük meghalt 1142-ben. Ióannész váratlanul fiatalon halt meg 1143-ban, amikor egy vadászaton megsebezte egy mérgezett nyíl. Halálos ágyán nem harmadik, Iszaakiosz nevű fia, hanem a legkisebb herceg, Manuél mellett döntött. Ióannész császár hű fővezére, Ióannész Akszukhosz támogatta döntését, így Iszaakiosz kénytelen volt elfogadni, hogy fivére lép a konstantinápolyi trónra, és megelégedett a szebasztokratóri ranggal. Nem így a hasonló nevet és rangot viselő nagybácsi: az idősebb Iszaakioszt a trónváltáskor jobbnak látták a távoli Hérakleia Pontikába meneszteni, de visszatérve még így is szervezkedett Manuél ellen 1145–46 táján.

## Uralkodása

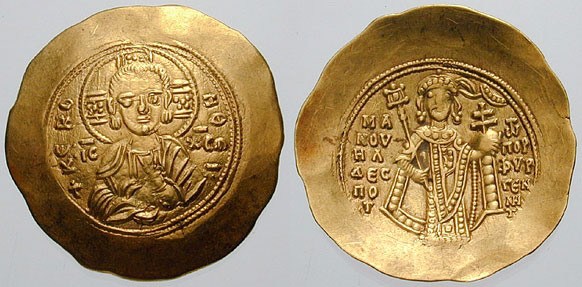
Manuél hüperpüronja, rajta Jézus Krisztus és a császár képmásával

Manuél kiválóan képzett politikus, ügyes diplomata és bátor harcos volt, aki szeldzsukok elleni küzdelmeivel már II. Ióannész életében kitűnt. Azonban nélkülözte apja megfontoltságát, és gyakorta vállalkozott kockázatos külpolitikai lépésekre. Emellett a lovagi eszmény híveként sokat tett a nyugati kultúra elterjedéséért: feleségei mellett számos főembere is nyugati származású volt, és számos nyugati szokást honosított meg a császári udvarban.

### A II. keresztes hadjárat
Manuél uralkodásának fő ellenfelei a normannok voltak: egyrészt II. Roger szicíliai és dél-itáliai királysága fenyegette a Balkánt, másrészt az Antiochiai Fejedelemség lázadozott folyton a bizánci hűbér ellen. Ióannész előbbit úgy igyekezett sakkban tartani, hogy szövetkezett a Német-római Császársággal, utóbbit pedig háborúval hódoltatta 1137-ben, de 1142-es elszakadását váratlan halála miatt már nem tudta megtorolni. Manuél megpróbálta megerősíteni a német szövetséget, ezért 1146-ban feleségül vette Sulzbachi Bertát, III. Konrád német király sógornőjét – a szövetség kamatoztatására azonban nem jutott idő. 1144-ben ugyanis Imád ad-Dín Zangi moszuli és aleppói emír meghódította a legkeletebbi keresztes államot, az Edesszai Grófságot. Manuél számára ennek megvolt az a pozitív hozadéka, hogy a rémült antiochiai fejedelem, Rajmund jobbnak látta személyesen a császárhoz látogatni és meghódolni neki.
Edessza elestének hírére III. Jenő pápa és a ciszterci prédikátor, Clairvaux-i Szent Bernát tüzes felhívásaira ismét keresztes hadjárat indult 1147-ben, amelyen VII. (Ifjú) Lajos francia király mellett III. Konrád is részt vett. A hadjárat nem volt eredményes, ráadásul a szövetségesi viszonyt is megtépázta: a keresztesek rendbontásai népszerűtlenné tette őket a görög lakosság szemében, ráadásul úgy tűnik, Manuél nem is találkozott elsőként érkező sógorával. A császár hűbéresküt tétetett a lovagsággal, akik átkeltek a Boszporuszon, ám az Ikóniumi Szultánság szétverte a német sereget. Ennek maradékai csatlakoztak a később érkező VII. Lajos erőihez, aki Roger király barátjaként már ekkor fontolgatta, hogy inkább Konstantinápoly ellen támad. Kihasználva Manuél keleti lekötöttségét, Roger 1147 őszén elfoglalta Korfu szigetét, illetve Thébait és Korinthoszt a görög szárazföldön. A keresztesek végleges kudarca után Konrád ismét a császárvároson keresztül tért haza, és ezúttal tisztelettel fogadták, sikeresen megerősítve a szövetséget. Konrád ígéretet tett, hogy hazatérése után rátámad a normannokra. A szövetséghez az adriai térségben érdekelt Velencei Köztársaság is csatlakozott, 1149-ben segítve Korfu visszavételében.

### Hódítási kísérlet Itáliában
Manuél és Konrád közös háborújának terve azonban kudarcot vallott: Roger szövetkezett Oroszlán Henrik Welf-házi szász herceggel, aki francia és pápai támogatást is élvezett. Konrád Henrik ellen volt kénytelen harcolni, és mire Itáliára törhetett volna, meghalt 1152-ben. Utóda, az egyetemes császárságeszményt magáévá tevő Barbarossa Frigyes sosem ápolt jó viszonyt Konstantinápollyal, és az 1150-es évek végére végleg szembefordult Manuéllel. A bizánci uralkodó így csak II. Roger 1154-es halála után indított támadást annak magyarokkal szövetkező utódja, I. Vilmos ellen. Az 1155-ös expedíció Ancona városából indult ki, és helyi támogatással váratlanul nagy sikert ért el: Bari, Trani, Giovinazzo, Andria, Taranto és Brindisi sorra bizánci kézre kerültek.
Manuél itáliai térnyerése a térségben érdekelt legtöbb hatalmat ellene fordította, így a normannok mellett immár Frigyes császár és a Velencei Köztársaság is Bizánc ellen foglalt állást. Az itáliai sereget támogató normann hűbéresek egy része is elpártolt a bizánci hadakat vezető Mikhaél Palaiologosztól és Ióannész Dukasztól. Vilmos végül 1156-ban Brindisinél győzelmet aratott Manuél csapatai felett, és a hódítások zömét visszaszerezte, ráadásul flottájával Euboia és Almürosz ellen indított pusztító támadást. A hatalmas összegeket felemésztő vállalkozás végül kudarccal végződött: Ancona kivételével az összes hódítás elveszett, a zsoldosokat pedig kivonták az Appennini-félszigetről. Manuél 1158-ban békét kötött Vilmossal, amely uralkodása végéig kitartott. A bizánci császár ekkor már nem a normannokat, hanem az őt csupán görög királynak tituláló Frigyes császárt tartotta legfőbb ellenségének.

### Háború II. Géza ellen
1150 kora őszén Manuél támadást indított II. Uros szerbiai zsupán ellen, akinek a Kijevben hadakozó II. Géza magyarjai siettek a segítségére. A döntő ütközetre a Tara pataknál került sor, és bizánci diadallal végződött, melynek során a császár személyes hősiességével is kitűnt: párbajban győzte le az egyik magyar vezért, Bágyon ispánt. A bizánci győzelem meghódolásra késztette Urost, Manuél pedig az év végén vagy 1151 elején, amikor Géza még csak útban volt hazafelé, büntetőhadjáratot indított Dél-Magyarország ellen. A császár a Szerémséget fosztogatta, ahol elfoglalta Zimonyt, Könyves Kálmán házasságtörő feleségének gyermekét, Boriszt pedig a Temesköz felprédálására küldte. A hazatérő magyar király a trónkövetelő ellen indult, de az visszamenekült előle a császári táborba. A háború ezután csak kisebb csetepatékra korlátozódott – Borisz is ezek egyikében veszett oda. Bár Géza személyesen vonult a dunai határra 1153-ban, az összecsapás elmaradt. A több fronton is fenyegetett magyar uralkodó végül békét kért, amelyben sarcot fizetett az 1151-ben ejtett foglyokért, illetve Bizánc szövetségesének nyilvánította magát.
Az elégedetlen magyar király támogatta Manuél unokatestvére, Andronikosz Komnénosz összeesküvését, ami kudarccal végződött; siker esetén Andronikosz Belgrádot, Barancsot és Ništ adta volna neki. Géza 1154-ben szövetkezett a trónra lépő I. Vilmossal, és év végén sikeresen lerohanta a Balkánt. Manuél 1155 tavaszán nagy sereget gyűjtött az ellencsapáshoz, de az ellenfél ismét békét kért. A császár hajlandó volt békülni, de már 1156-ban javasolta szövetségesének, Barbarossa Frigyes német-római császárnak, hogy közösen rontsanak Magyarországra. Frigyes elutasította a tervet, és 1158-ra Géza iránt is megenyhült. Ekkor Frigyes udvarából Konstantinápolyba költözött a magyar király elégedetlenkedő fivére, István herceg, akihez rövidesen a harmadik testvér, László is csatlakozott.

### Siker a keleti határon
Miután a magyarok elleni és az itáliai háború is elcsitult, Manuél kelet felé fordította a figyelmét. Châtilloni Rajnald antiochiai fejedelem és szövetségese, II. Thorosz kilikiai örmény herceg a császár lekötöttségét kihasználva a bizánci hódításokat veszélyeztette: Rajnald Ciprust fosztotta ki 1156-ban, Thorosz pedig a II. Ióannész által apjától elhódított Kis-Örményországot próbálta visszaszerezni. Manuél gyors és fényes sikert aratott: az 1158 végén megindított bizánci haderő elől a hegyekbe menekülő Thorosz hűségesküt tett neki III. Balduin jeruzsálemi király közvetítésével, 1159-ben pedig Rajnald is kénytelen volt színpadiasan megalázkodva elfogadni a főségét. Manuél ebben az évben színpompás bevonulást tartott Antiochia városában, ahol III. Balduin is részt vett, a császár védnöksége alá helyezve magát. A keresztesek elleni sikert megkoronázva a hazatérő bizánciakat meglepő szeldzsukokat is sikerült legyőznie, 1160-ban pedig Iszauria területét hódította el a muszlimoktól. A siker olyan nagy volt, hogy II. Kilidzs Arszlán 1162-ben három hónapot Konstantinápolyban töltött, ahol hűbéri esküt tett Manuélnek, ezzel biztosítva hosszú időre a keleti határ zavartalanságát. Manuél pozícióját dinasztikus kapcsolattal is megerősítette: az Eiréné néven ismert Berta halálát követően Konstancia antiókhiai fejedelemasszony és első férje, Poitiers-i Rajmund lányát, Máriát vette feleségül 1161-ben.

### Háború III. István ellen
1162-ben meghalt II. Géza, a trónt pedig fia, III. István örökölte. A keleti háborúskodáson túlesett Bizánc elérkezettnek látta az időt, hogy támadjon: Manuél követséget küldött Magyarországra, hogy elfogadtassa III. István nagybátyja, István herceg megkoronázását, és haddal vonult a határ felé. A magyar urak a császár unokahúgát feleségül vevő István helyett a függetlenebb Lászlót fogadták el királyuknak, akit meg is koronáztak 1162 júniusában, de 1163 januárjában megmérgezték. A népszerűtlen István herceg csak ekkor kapott koronát. Ő mindenben Manuél érdekeit szolgálta: megszakította a kapcsolatait a pápasággal, és még pénzverését is Bizánchoz igazította. Lázadástól tartva, tavasszal segítséget kért a császártól, ám a helyzetét stabilnak ítélve végül nem vette igénybe a bizánci csapatokat. A császári segéderő elvonulását követően aztán kirobbant a lázadás, és a nyugati országszélre szorult III. István 1163. június 19-én leverte nagybátyját, akit Bánfi Lukács esztergomi érsek közbenjárására visszaengedtek Bizáncba.
Manuél azonnal megindult Szófiából, felkarolva a neki hűségesküt tett IV. István ügyét, ám a bitorló népszerűtlenségét látva inkább a király öccsét, Béla herceget próbálta megkörnyékezni: felajánlotta számára lánya, Mária kezét, és hogy trónörökössé teszi. Cserébe békét és Béla herceg 1161 óta uralt területeit, Horvátországot és Dalmáciát kérte. Az egyezség létrejött, Béla pedig 1163 végén Konstantinápolyba ment, ahol áttért az ortodoxiára, és Alexiosz néven deszposztészi rangot kapott. A béke azonban nem volt tartós: a magyarok nem adták át Dalmáciát és Horvátországot, Manuél pedig 1164-ben ismét hadba vonult IV. Istvánt támogatandó. A császár ezúttal Magyarország belsejéig, Bácsig hatolt, mivel a cseh, osztrák és halicsi segítséget kapó magyar király nem volt hajlandó átadni neki a birtokokat. A bizánciak nem is vállaltak csatát, helyette I. Ulászló cseh királyt (II. Ulászló fejedelmet) kérték fel közvetítőnek. A békében III. István lemondott Dalmáciáról és Horvátországról, sőt a gazdag Szerémségről is, Manuél pedig ismét lemondott IV. István támogatásáról. Mindhiába: 1165 tavaszán a magyarok lerohanták a trónkövetelő birtokában maradt Szerémséget, és még meg is mérgeztették a Zimonyban ostromzár alatt tartott IV. Istvánt. Manuél júniusban indított ellencsapást, és több kudarcot vallott kísérlet után visszavette a várat. István ismét lemondott minden érintett területről, Dalmáciát és Boszniát pedig császári csapatok szállták meg velencei segítséggel. 1165-től kezdve Manuél szemmel láthatóan letett Magyarország hűbéressé tételének tervéről: bár a háborúk továbbra sem csitultak, IV. István után már nem léptetett fel új trónkövetelőt, pedig az ugyanekkor trónörökösévé nyilvánított Béla herceg alkalmas lett volna a feladatra.
III. István 1166 tavaszán megint megszállta a Szerémséget, Manuél pedig válaszul három sereget indított ellene: Bélát a dunai határhoz küldte, egy-egy sereg pedig Moldva és Halics felől tört az országra. III. István apósa, Jasomirgott Henrik osztrák herceg közvetítésével természetesen ismét békét kötött, visszaadva a Szerémséget. Év végén magyar csapatok visszafoglalták Dalmácia egy részét, és a terület bizánci helytartóját is elfogták. Az 1167-es philippopoliszi tárgyalások kudarcba fulladtak, mire Manuél unokaöccsét, Andronikosz Kontosztephanoszt küldte a magyarok ellen. Az 1167. július 8-án vívott zimonyi csata döntő diadal volt Bizánc számára: feltételezések szerint a magyar királyi haderő fele vett részt a harcban. Manuél azonban nem használta ki a fényes sikert, csupán megelégedett a Szerémség visszaadásával. Azt mindenesetre elérte, hogy III. István ezután már óvakodott megsérteni a békét. Ez lehetővé tette Manuél számára, hogy a támogatás nélkül maradt Nemanja István szerb nagyzsupánt Rajmundéhoz hasonlóan színpadias meghódolásra kényszerítse.
István király 1172-es halálakor a magyar urak az időközben trónörökösi rangját, jegyesét és deszposztészi címét vesztett Bélát hívták meg a trónra. A lehetőségen kapva Manuél hűségesküt tétetett vele, majd nagy összegeket és sereget a rendelkezésére bocsátva Magyarországra küldte. III. Béla, akinek fivére, Géza herceg ellenében szüksége is volt a támogatásra, Manuél haláláig Bizánc lojális szövetségese maradt: a szeldzsukok ellen indított 1176-os, müriokephaloni vereséggel végződő hadjáratára is segédcsapatokat küldött.

### Keleti szláv kapcsolat
Jórészt a magyar problémához kötődően Manuél is aktív kapcsolatokat ápolt a Kijevi Rusz utódállamaival. II. Géza idején a magyarok hat hadjáraton vettek részt a király sógora, Izjaszláv kijevi trónigényét támogatva. Manuél Izjaszláv ellenfelei mellett foglalt állást: Jurij Dolgorukij szuzdali fejedelmet és a halicsi Vlagyimirkót egyaránt támogatta. A magyarok 1152 után nem avatkoztak aktívan a keleti ügyekbe, és rövidesen Vlagyimirko (1153), Izjaszláv (1154) és Jurij (1157) is meghalt. Vlagyimirko utóda, Jaroszláv magyarbarát politikát folytatott, és 1164-ben a menekülő Andronikosz Komnénosznak, Manuél unokaöccsének, a későbbi császárnak is menedéket adott. A bizánci követek 1165-ben elérték, hogy a bocsánatot nyert Andronikosz hazatérjen, és 1166-ban indított magyarországi támadásaik egyikét Halicson át indíthatták az immár Bizánc felé orientálódó Jaroszlávnak köszönhetően. A császárnak I. Rosztyiszláv kijevi nagyfejedelemmel is jó viszonyt sikerült kiépítenie; a fejedelem segédcsapatok küldésére tett ígéretet.

### Az egyiptomi expedíció

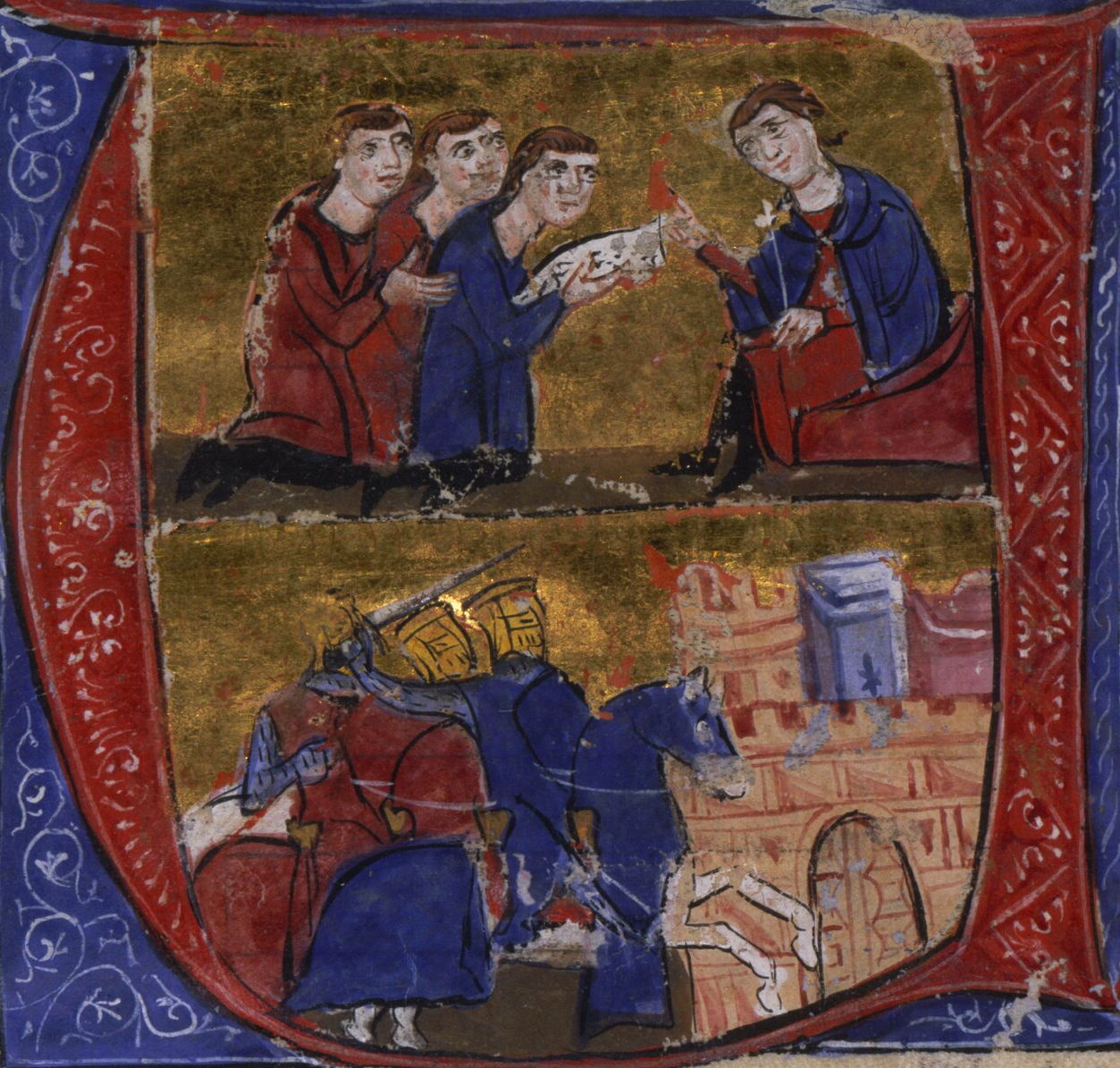
Amalrik követei Manuélnél (fent); a keresztesek Pelusiumnál (lent). Illusztráció Türoszi Vilmos krónikájából, 13. század

A keresztesek tisztában voltak Egyiptom fontosságával, de megszerzésére egymagukban nem gondolhattak. Amalrik jeruzsálemi királynak kapóra jött Manuél megerősödése és aktivitása a térségben, ezért megpróbálta megnyerni a támogatását egy hadjárathoz. Ennek érdekében 1167-ben feleségül vette Manuél unokaöccsének, Ióannész Komnénosz ciprusi duxnak a lányát, Maria Komnénét, 1168-ban pedig a krónikájáról ismert Türoszi Vilmos vezetésével sikeres tárgyalásokat folytatott Egyiptom közös megtámadásáról. A tervek szerint az uralkodók megosztoztak volna a területen: Jeruzsálem a tartomány belsejét, Bizánc pedig az egyiptomi tengerpartot kapta volna meg. 1169-ben hatalmas flotta indult Andronikosz Kontosztephanosz vezetése alatt Aszkalónba, ahol egyesült a jeruzsálemi királyi erőkkel, és közösen indultak Damietta ellen. Az 1169. október 27-én kezdett ostrom azonban a latinok és görögök együttműködésének elégtelensége miatt rövidesen kudarcba fulladt, és az esők beköszöntével mind a bizánci flotta, mind a keresztes sereg hazatért. Manuél hajóit a hazaúton kemény vihar tizedelte meg.
Amalrik király a kudarc ellenére nem változtatott Bizánc-barát politikáján, és miután 1171-ben a Núr ad-Dín szolgálatában álló Szaláh ad-Dín, azaz Szaladin vette át a hatalmat Egyiptomban, személyesen látogatott Konstantinápolyba. Manuél udvarában látványos pompa közepette, barátsággal fogadták, de a jeruzsálemi uralkodó nem kapott segítséget. A császár ettől függetlenül nem veszítette el érdeklődését a levantei térségben: III. Bohemund antiochiai fejedelemhez egy másik, Theodóra Komnéné nevű rokonát adta feleségül a hetvenes évek közepén, és 1176-ban ő váltotta ki hatalmas mennyiségű aranyért tizenhét esztendeje tartó aleppói rabságából a hajdani Rajnald herceget. Amalrik fia és utódja, IV. Balduin hívására 1177-ben ismét flottát küldött Egyiptom ellen, de a hajók már Akkonból visszafordultak a jeruzsálemi urak egy részének ellenkezése miatt.

### Velence
Velence már Manuél dél-itáliai hódítását is nehezményezte, de azzal végleg elidegenedett a császárságtól, hogy a magyar háborúval összefüggésben a császár magának szerezte meg Dalmáciát. Bizáncban veszélyesnek ítélték a köztársaság kereskedői által élvezett gazdasági privilégiumokat, amelyektől II. Ióannész hiába próbált megszabadulni. Az elhidegülés ahhoz vezetett, hogy a császár 1169-ben Genovával, 1170-ben pedig Pisával szövetkezett, 1171. március 12-én pedig a birodalomban tartózkodó összes velenceit letartóztatták, és minden árujukat és hajójukat lefoglalták. Velencéből válaszul flotta érkezett, ami Khioszt és Leszboszt pusztította, ám az ennek nyomán kialakuló tárgyalások nem vezettek semmilyen eredményre: Konstantinápoly és Velence között egy évtizedre megszakadt a kapcsolat.

### A pápaság és a Lombard Liga
Manuél 1155-ös itáliai kalandját a pápaság támogatását élvezve indította meg. Atyja nyomdokain haladva ugyanis a császár javasolta IV. Adorjánnak az 1054-es nagy egyházszakadás megszüntetését, aki szövetségre is lépett vele a normannok ellenében. A császár figyelme Adorján halála és az itáliai kudarc után sem fordult el Itáliáról: úgy ítélte meg, hogy tennie kell Frigyes császár térnyerése ellen. Ezért III. Sándor pápával is jó viszonyt ápolt, mindvégig támogatta a Barbarossa által felléptetett IV. Viktor, III. Paszkál és III. Callixtus ellenpápák ellenében. Egyházegyesítő javaslatai azonban a hívek egymás felé érzett kölcsönös bizalmatlansága és gyűlölködése miatt sosem valósultak meg, így a katolikusok és ortodoxok továbbra is megosztottak maradtak.
A bizánci császár bőkezűen támogatta a Barbarossa ellen harcoló Lombard Ligát is, amely az észak-itáliai városállamokat tömörítette. Manuél sok pénzzel segítette az 1162-ben lerombolt Milánó újjáépítését, és a háborúban segélycsapatokat is biztosított szövetségeseinek. Az 1176-os legnanói diadal véget vetett Frigyes itáliai ambícióinak, de az 1177-es velencei béke, amely a harcokat zárta, Manuélnek sem kedvezett: III. Sándor és Frigyes kibékült, 1178-ban pedig III. Callixtus lemondásával a katolikus egyházszakadás is megszűnt.

### A müriokephaloni vereség
Manuél keleti sikerei 1162-ben hűbéreskü letételére késztették az ikonioni szeldzsuk szultánt, II. Kilidzs Arszlánt, aki több terület visszaadását és katonai segítségadást is vállalt. Ez utóbbi kötelezettségeit ugyan nem teljesítette, de legalább nem zaklatta az anatóliai határvidéket, így a császár szabad kezet kapott nyugati hadjárataihoz. Az 1170-es években azonban a helyzet kezdett megváltozni: Manuél legnagyobb ellenfele, Barbarossa Frigyes 1173-tól kezdve kapcsolatba lépett a saját hatalmát időközben jelentősen megerősítő szultánnal, amit Bizáncban nehezményeztek. A helyzet 1175-ben szakításhoz vezetett, és 1176-ban a magyar és antiochiai segédcsapatokkal kiegészült bizánci hadsereg támadásba lendült: célja a szeldzsuk főváros, Ikonion (ma Konya) volt. Felvonulása során azonban a phrügiai Müriokephalonnál tőrbe csalták a törökök, akik súlyos veszteségeket okoztak neki, ostromgépeit pedig elpusztították szeptember 17-én.
A császár maga a manzikerti vereséghez hasonlította a kudarcot, noha a következményei nem voltak olyan súlyosak és azonnaliak, legfeljebb lélektani szinten, mivel Anatólia visszahódításának reménye semmivé foszlott. A szintén jelentős veszteségeket elszenvedő Kilidzs Arszlán maga ajánlott békét Manuélnek, amelynek értelmében szabadon elvonulhatott seregével, ha a dorülaioni és szublaioni erődítményeket kiüríti és lerombolja. A császár ezeknek a feltételeknek csak részben tett eleget, ami hátralevő éveiben állandó háborúskodáshoz vezetett. Ennek során azonban egyik fél sem próbálkozott hódítással, kisebb-nagyobb rablóportyák történtek csak. Az idős és müriokephaloni veresége óta megtört Manuél némelyik védekező hadjáratot személyesen vezette.

### A francia házasság
Frigyes ellenében uralkodása végén Manuél megpróbált közeledni Franciaország királyához, az itáliai ügyekben amúgy nem túlzottan aktív VII. Lajoshoz. Ennek érdekében 1178–79 telén bizánci követség indult Franciaországba, és 1179 húsvétján Lajos legkisebb lányával, Ágnessel a fedélzeten hajók indultak Montpellier-ből kelet felé. A genovai kísérettel érkező hercegnőt nyár végén fényes ünnepségek keretében fogadták. Az Annává átkeresztelt, kilenc esztendős Ágnes hercegnőt 1180. március 2-án eljegyezték Alexiosz trónörökössel; ahogy érkezésekor, ekkor is Euszthatiosz thesszalonikéi érsek, a jeles szónok tartott beszédet. A házasság valószínűleg nem valósult meg a későbbiekben sem, a családi kötelékkel létrejött szövetségben rejlő előnyöket pedig a fennmaradó rövid időben – Lajos néhány nappal Manuél előtt hunyt el – már nem lehetett kamatoztatni.

## Halála, hagyatéka
Manuélt az utolsó évek háborúi kimerítették, a müriokephaloni vereség pedig a krónikások szerint különösen megviselte. Egészsége megromlott, és hosszas lázas betegséget követően 1180. szeptember 24-én meghalt. A trónon Antiochiai Máriától származó egyetlen törvényes fia, a kiskorú Alexiosz követte. A dicsőséges és ambiciózus Manuél halálát rövidesen a birodalom összeomlása követte. Grandiózus vállalkozásai felélték a birodalom tartalékait, ráadásul a megnövekedő adóterhek és egyéb szolgáltatások a katonaság fosztogatásaival párosulva megnyomorították az egyre többször önmaguk eladásához folyamodó parasztokat. Manuél a nagyapja, I. Alexiosz alatt gyökeret vert pronoiarendszer következetes alkalmazója volt, ráadásul az ő idején sok nyugati is részesült katonai szolgálatért birtokadományban, ami feszültségeket gerjesztett a bizánci elit berkeiben. A parasztkatonaság felélesztésére tett lépései – hadifogoly szerbek és magyarok letelepítése és földhöz juttatása a Balkánon – nem bizonyultak elégségesnek a rendszer átalakításához.

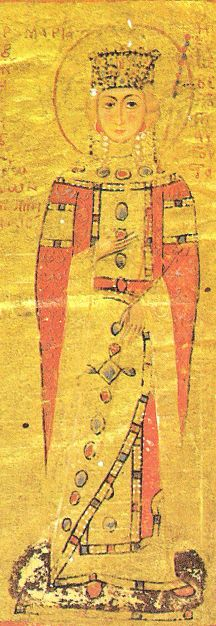
Antiochiai Mária

A külpolitikai mérleg sem volt sokkal biztatóbb. Nyugaton az itáliai terjeszkedés kudarcot vallott, az egyházegyesítés nem valósult meg, Frigyes kibékült a pápával és a lombard városokkal, Velence ellenségként tekintett a császárságra. A Balkánon ugyan sikerült III. Béla és Nemanja István hűségét kiharcolni, de a két uralkodó Manuél halála után azonnal Bizánc ellen fordult. A szeldzsukok diadalával pedig a császárság keleti befolyása is megrendült: Anatóliában ismét harcok dúltak, a keresztes államok pedig mind kevésbé kötődtek a meggyengülő császársághoz.

## Házasságai, gyermekei
Manuél kétszer nősült. Első felesége Sulzbachi Berta, II. Berengár sulzbachi gróf és Adelheid von Wolfratshausen gyermeke, III. Konrád német király sógornője volt, akit még II. Ióannész követeinek kérésére küldtek Konstantinápolyba. Manuél csak három év múltán, 1146-ban vette feleségül az ortodox keresztségben Eiréné nevet kapott Bertát. A szerénységéről ismert császárné 1159-ben halt meg, házasságuk alatt két leányt szült a császárnak:
- Mária (1152–1182), a későbbi III. Béla jegyese, majd Montferrati Renier kaiszar, Thesszaloniké környéki pronoiabirtokos felesége;
- Komnéna Anna (1154–1158).

A császár 1161-ben újranősült, választottja Antiochiai Mária, Konstancia antiochiai fejedelemasszony és első férje, Poitiers-i Rajmund lánya lett, aki által a Jeruzsálemi Királyság uraival is rokonságba került. Mária két évvel élte túl férjét, addig is régensként működött egyetlen fia, az 1169-ben született Alexiosz mellett.
A császárnak több házasságon kívül született gyermekéről is tudunk. Theodóra Vatatzinától született Alexiosz nevű fia, akit el is ismert, és szebasztokratóri rangot adott neki. Később I. Andronikosz veje lett, utóbb apósa vakíttatta meg. Maria Taronitisszától, Ióannész Komnénosz prótovesztariosz feleségétől szintén született egy Alexiosz nevű fia, aki Andronikosz elől elmenekülve utóbb az 1185-ös normann támadás vezéralakja volt.